# Congresso ebraico di Forlì
Il congresso ebraico di Forlì è stato un importante raduno di delegati di comunità ebraiche di varie città dell'Italia settentrionale e centrale che si tenne agli inizi del XV secolo.
L'importante congresso, che vide la presenza dei delegati delle comunità ebraiche di Padova, di Ferrara, di Bologna, delle città della Romagna e della Toscana, nonché di Roma, fu convocato a Forlì, sede di un'antica e fiorente comunità di ebrei, il 18 maggio 1418: vi si presero decisioni sul comportamento (etico e sociale) che gli ebrei avrebbero dovuto tenere e si inviò una delegazione al papa Martino V per la conferma degli antichi privilegi e la concessione di nuovi. In particolare, si chiedeva di abolire la legislazione antigiudaica voluta dall'antipapa Benedetto XIII (Etsi doctoribus gentium). Martino accolse le richieste del congresso.
Tra le decisioni relative alla vita della comunità ebraica, si definì il numero massimo di invitati per un matrimonio: venti uomini, dieci donne, cinque ragazze, e tre generazioni di parenti; per una circoncisione, invece, le quantità andavano dimezzate. Per ogni ospite eccedente, era prevista la multa di un ducato, mentre altre multe erano previste per l'uso di ornamenti proibiti.